# Сьерра-пополукский язык
Сьерра пополукский язык (Highland Popoluca, Nuntajɨyi, Popoluca de la Sierra, Sierra Popoluca, Soteapanec, Soteapan Zoque) — язык, который относится к ветви соке семьи михе-соке. На нём говорят  жители народности пополука, проживающих в горах Сьерра-де-лос-Тустлас в муниципалитетах Амамалоя, Бароса, Буэна-Виста, Гваделупе-Виктория, Километро-Диес, Коль-Бенито-Хуарес, Куилония, Ла-Магдалена, Ла-Флорида, Лас-Пальмас, Орно-де-Каль, Сотеапан, Эль-Агвакате, Эстривера на юге штата Веракрус в Мексике. Носители называют свой язык Nundajɨɨyi, что значит «истинная речь», а сами себя — Nundajɨypappɨc.

## Фонология
|           |           | Губ.-губ. | Губ.-губ. | Альвеоляр. | Альвеоляр. | Альвео-палат. | Альвео-палат. | Палат. | Палат. | Веляр. | Веляр. | Глот. | Глот. |
| --------- | --------- | --------- | --------- | ---------- | ---------- | ------------- | ------------- | ------ | ------ | ------ | ------ | ----- | ----- |
| Взрыв.    | Взрыв.    | b, p      | b, p      | d, t       | d, t       | ɟ, c          | ɟ, c          | ts     | ts     | ɡ, k   | ɡ, k   | ʔ     | ʔ     |
| Фрикатив. | Фрикатив. |           |           | s          | s          | ʃ             | ʃ             |        |        |        |        | h     | h     |
| Нос.      | Нос.      | m         | m         | n          | n          | ɲ             | ɲ             |        |        | ŋ      | ŋ      |       |       |
| Аппрокс.  | Аппрокс.  | w         | w         |            |            | j             | j             |        |        |        |        |       |       |